# Die Rosenzüchterin (Film)
Die Rosenzüchterin ist ein zweiteiliger Fernsehfilm von Erhard Riedlsperger basierend auf dem gleichnamigen Roman von Charlotte Link aus dem Jahr 2004.

## Handlung
Beatrice Shaye wird in ihrem Rosengarten von der Polizei verhaftet, weil sie ihre Mutter Helene Feldmann ermordet haben soll. Zu ihrer Verteidigung will sie ihren Sohn Alan heranziehen, der jedoch selbst an der Unschuld seiner Mutter zweifelt. Er recherchiert im Umfeld seiner Familie und findet heraus, dass seine Mutter ihre große Liebe Erich Feldmann tötete, um den Kriegsgefangenen Julien zu schützen. Helene deckte einst Beatrices Tat, weil sie mit Erich unglücklich verheiratet war. Alan fragt sich, ob sie ihr Schweigen nun brechen wollte und seine Mutter deshalb erneut zur Mörderin wurde.

## Hintergrund
Die Rosenzüchterin wurde vom 18. Oktober 2003 bis zum 22. Dezember 2003 auf der britischen Kanalinsel Guernsey und in Südafrika gedreht. Produziert wurde der Film von der Ziegler Film und der Two Oceans Production. Der Zweiteiler wurde am 7. November 2004 als Der große ZDF-Sonntagsfilm erstmals gesendet.

## Kritik
Für die Kritiker der Fernsehzeitschrift TV Spielfilm war Teil 1 der Rosenzüchterin ein „dornenreicher Dramolett-Auftakt“. Sie urteilten: „Vor der schönen Kulisse der Kanalinsel Guernsey tritt eine ansehnliche Besetzung zum Marsch durch die Schmalztöpfe an […]. Die dräuende Musik trägt weiter zur Verseifung bei.“ Auch für Teil 2 reichte es nur zu dem Urteil „Insel-Schnulze mit leichtem Krimi-Touch“.